# Новофастівська сільська рада
| Новофастівська сільська рада — колишній орган місцевого самоврядування у Погребищенському районі Вінницької області з адміністративним центром у с. Новофастів. Сільській раді підпорядковані населені пункти: - с. Новофастів - с. Бурківці |

## Склад ради
Рада складається з 14 депутатів та голови.

## Керівний склад сільської ради
| ПІБ                   | Основні відомості                                                                       | Дата обрання | Дата звільнення |
| --------------------- | --------------------------------------------------------------------------------------- | ------------ | --------------- |
| Ткачук Петро Петрович | Сільський голова, 1953 року народження, освіта, безпартійний                            | 26.03.2006   | 31.10.2010      |
| Ткачук Петро Петрович | Сільський голова, 1959 року народження, освіта середня спеціальна, член народної партії | 31.10.2010   |                 |

Примітка: таблиця складена за даними джерела